# Seznam produktů Mozilla
Toto stránka obsahuje přehled produktů Mozilla Corporation a hostujících projektů Mozilla Foundation. Všechny produkty, pokud není uvedeno jinak, jsou multiplatformní.

## Klientské aplikace
- Mozilla Firefox - populární webový prohlížeč.
- Mozilla Thunderbird - klient pro správu pošty a diskusních skupin.
  - Lightning - kalendářové rozšíření
- SeaMonkey - balík webových aplikací.
  - SeaMonkey Composer - HTML editor z balíku SeaMonkey.
  - ChatZilla - IRC klient.
- Mozilla Sunbird - klient na organizaci času a správu úkolů.
- GNU IceCat - svobodný internetový prohlížeč vydávaný projektem GNU, odvozený od prohlížeče Mozilla Firefox.
- BlueGriffon - WYSIWYG HTML editor webových stránek od původního autora Nvu.

## Komponenty
- Gecko - renderovací jádro používané pro vykreslování webových stránek a uživatelského rozhraní.
- Necko - síťová knihovna.
- SpiderMonkey - JavaScriptový engine napsaný v programovacím jazyku C.
- Servo - experimentální jádro prohlížeče napsané v programovacím jazyce Rust.
- Rhino - JavaScriptový engine napsaný v programovacím jazyce Java.
- DOM Inspektor - nástroj na prozkoumávání DOM.
- Venkman - JavaScriptový debugger.

## Vývojářské nástroje
- Bugzilla - je webová aplikace pro správu chyb.
- Treeherder - automatické buildování a testování, náhrada za Tinderbox
- Skywriter, dříve Bespin
- Rust - víceúčelový, multiparadigmatický, kompilovaný programovací jazyk

## API/knihovny
- Netscape Portable Runtime (NSPR) - abstraktní vrstva nad operačním systémem, která vyšším vrstvám poskytuje stejné API nezávisle na operačním systému.
- Personal Security Manager (PSM) - několik knihoven pro kryptografické operace.
- Network Security Services (NSS) - několik knihoven pro multiplatformní vývoj v oblasti bezpečnosti.
- Network Security Services pro Javu (JSS) - Javové rozhraní pro NSS.

## Jiné nástroje
- Mozbot – IRC bot
- Mstone
- Client Customization Kit (CCK) – skupina nástrojů, které pomáhají distributorům upravovat instalátory a distribuovat je klientům.
- Mozilla Directory SDK – SDK pro psaní aplikací, které přistupují, spravují a upravují informace uložené v LDAP.

## Technologie
- XUL - jazyk pro popis uživatelského rozhraní založený na XML.
- XBL - jazyk pro mapování XML elementů na jejich chování.
- XFT - framework pro implementaci nových XML elementů.
- NPAPI - architektura pro pluginy, která byla původně vyvinuta pro Netscape Navigator.
- XPCOM - komponentový model blízký COM.
- XPConnect - technologie na propojení XPCOMu s JavaScriptem.
- XPInstall - technologie pro instalaci doplňků.

## Ukončené projekty
- Firefox OS – operační systém pro smartphony a tablety
- Mozilla Suite – balík webových aplikací, na který navázal SeaMonkey.
- Mozilla Calendar – projekt pro tvorbu kalendářového rozšíření, které se původně mělo stát součástí balíku Mozilla Suite, nyní pokračuje v podobě rozšíření Lightning
  - Mozilla Sunbird – svobodná multiplatformní kalendářová aplikace, nyní pokračuje v podobě rozšíření Lightning
- IceWeasel – odnož webového prohlížeče Mozilla Firefox pro linuxovou distribuci Debian
- Flock – svobodný multiplatformní prohlížeč
- Camino – webový prohlížeč pro platformu Mac OS X.
- Minimo – webový prohlížeč pro mobilní zařízení.
- Mariner – renderovací engine založený na kódu Netscape Communicatoru.
- Tamarin – virtuální stroj a JIT kompilátor.
- ElectricalFire – virtuální stroj založený na Javě používající just-in-time kompilaci.
- Xena ("Javagator") – balík přepsaný do programovacího jazyka Java.
- Mozilla Grendel – klient pro správu pošty a diskusních skupin napsaný v programovacím jazyku Java.
- Nvu – WYSIWYG editor na vytváření a správu webových stránek
- KompoZer – WYSIWYG editor na vytváření a správu webových stránek, pokračovatel Nvu
- Bonsai – webové rozhraní pro CVS.
- Tinderbox – automatické buildování a testování.